# Glenn Morshower
Glenn Morshower (nacido Glenn Grove Bennett, Dallas, Texas; 24 de abril de 1959) es un actor estadounidense, reconocido especialmente por interpretar el papel de Aaron Pierce en la popular serie de televisión 24. También ha aparecido en una gran cantidad de largometrajes, entre los que destacan la serie cinematográfica de Transformers y X-Men: primera generación.

## Filmografía

### Cine
| Año  | Título                                            |
| ---- | ------------------------------------------------- |
| 1976 | Drive-In                                          |
| 1981 | Dead & Buried                                     |
| 1984 | The Philadelphia Experiment                       |
| 1988 | Defense Play                                      |
| 1989 | Tango & Cash                                      |
| 1990 | 84C MoPic                                         |
| 1990 | By Dawn's Early Light                             |
| 1992 | Under Siege                                       |
| 1994 | The River Wild                                    |
| 1994 | Star Trek Generations                             |
| 1994 | In the Army Now                                   |
| 1995 | Dominion                                          |
| 1997 | Runaway Car                                       |
| 1997 | Air Force One                                     |
| 1998 | Godzilla                                          |
| 1998 | Phoenix                                           |
| 2001 | Pearl Harbor                                      |
| 2001 | Black Hawk Down                                   |
| 2002 | Blood Work                                        |
| 2003 | The Core                                          |
| 2003 | Gacy                                              |
| 2004 | The Last Shot                                     |
| 2005 | Good Night, and Good Luck                         |
| 2005 | Hostage                                           |
| 2005 | Disaster!                                         |
| 2005 | The Island                                        |
| 2006 | Behind Enemy Lines II: Axis of Evil               |
| 2006 | All the King's Men                                |
| 2006 | Striking Range                                    |
| 2007 | Transformers                                      |
| 2007 | Delta Farce                                       |
| 2008 | Grizzly Park                                      |
| 2009 | Transformers: la venganza de los caídos           |
| 2009 | The Men Who Stare at Goats                        |
| 2009 | ExTerminators                                     |
| 2009 | Desdemona: A Love Story                           |
| 2009 | Fire from Below                                   |
| 2010 | The Crazies                                       |
| 2010 | The Waiter                                        |
| 2010 | Psychic Experiment                                |
| 2011 | X-Men: primera generación                         |
| 2011 | Transformers: el lado oscuro de la luna           |
| 2011 | Moneyball                                         |
| 2011 | In My Pocket                                      |
| 2011 | The Legend of Hell's Gate: An American Conspiracy |
| 2012 | Backwards                                         |
| 2013 | After Earth                                       |
| 2013 | Parkland                                          |
| 2014 | Flutter                                           |
| 2015 | Dark Places                                       |
| 2015 | Hoovey                                            |
| 2015 | The Doo Dah Man                                   |
| 2016 | When the Bough Breaks                             |
| 2017 | Transformers: el último caballero                 |
| 2017 | Aftermath                                         |

### Televisión
| Año       | Título                               | Notas                                                                    |
| --------- | ------------------------------------ | ------------------------------------------------------------------------ |
| 1989      | Star Trek: The Next Generation       | Episodio "Peak Performance"                                              |
| 1990      | The Court-Martial of Jackie Robinson | Telefilme                                                                |
| 1991      | Quantum Leap                         | Episodio "Justice"                                                       |
| 1993      | 12:01                                | Telefilme                                                                |
| 1995      | Star Trek: Voyager                   | Episodio "Resistance"                                                    |
| 1998      | The X-Files                          | Episodio "All Souls"                                                     |
| 1998      | Millennium                           | Episodio "The Time is Now"                                               |
| 2000–01   | CSI: Crime Scene Investigation       | 3 episodios                                                              |
| 2001–02   | The West Wing                        | 5 episodios                                                              |
| 2002      | Buffy the Vampire Slayer             | Episodio "Help"                                                          |
| 2001–09   | 24                                   | 52 episodios                                                             |
| 2003      | NCIS                                 | Episodio "Sub Rosa"                                                      |
| 2003      | Star Trek: Enterprise                | Episodio "North Star"                                                    |
| 2004      | ER                                   | Episodio "Intern's Guide to Galaxy"                                      |
| 2005      | Charmed                              | Episodio "Still Charmed and Kicking" and "Something Wicca This Way Goes" |
| 2005      | Monk                                 | Episodio "Mr. Monk Gets Cabin Fever"                                     |
| 2007-2010 | Friday Night Lights                  | 10 episodios                                                             |
| 2009      | Criminal Minds                       |                                                                          |
| 2010      | Lie to Me                            | Episodio "Beat the Devil"                                                |
| 2013      | Castle                               | Episodio "Dreamworld"                                                    |
| 2014      | Agents of S.H.I.E.L.D.               | 2 episodios                                                              |
| 2015      | Bloodline                            |                                                                          |
| 2015      | Scandal                              | Episodio "A Few Good Women"                                              |
| 2015-2016 | Supergirl                            | 4 episodios                                                              |
| 2017      | Preacher                             | Episodio "On The Road"                                                   |
| 2017      | Philip K. Dick's Electric Dreams     | Episodio "Kill All Others"                                               |
| 2018–2022 | The Resident                         | 24 episodios                                                             |